# Nueva Pimienta
Nueva Pimienta är en ort i Mexiko.   Den ligger i kommunen Cintalapa och delstaten Chiapas, i den sydöstra delen av landet, 700 km sydost om huvudstaden Mexico City. Nueva Pimienta ligger 645 meter över havet och antalet invånare är 123.
Terrängen runt Nueva Pimienta är huvudsakligen kuperad, men söderut är den platt. Runt Nueva Pimienta är det ganska glesbefolkat, med 30 invånare per kvadratkilometer. Närmaste större samhälle är Cintalapa de Figueroa, 8,0 km sydväst om Nueva Pimienta. Omgivningarna runt Nueva Pimienta är en mosaik av jordbruksmark och naturlig växtlighet.